# برادران منندز
برادران منندز (انگلیسی: Lyle and Erik Menendez) دو برادر آمریکایی به نام‌های لایل منندز (متولد ۱۰ ژوئن ۱۹۶۸) و اریک منندز (متولد ۲۷ نوامبر ۱۹۷۰) هستند که با قتل پدر و مادر خود در ۱۹۸۹ یکی از بزرگ‌ترین پرونده‌های جنایی دهه ۹۰ تاریخ آمریکا را رقم زدند. آنها به کمک همدیگر به پدر خود ۶ گلوله و به مادرشان ۱۰ گلوله شلیک کرده‌بودند. برادران منندز دلیل عمل خود را سوءاستفاده‌های جنسی پدر و مادر خود اعلام کردند.
طی جلسات دادگاه، دو برادر مدعی شدند که این قتل‌ها ناشی از سال‌ها سوءاستفاده جنسی و روانی است که از سوی والدین‌شان متحمل شده‌اند. آن‌ها ابتدا توسط دو هیئت ژوری مختلف (هر برادر جدا) مورد قضاوت قرار گرفته‌بودند، اما این دادگاه‌ها به بن‌بست رسیدند. سپس هر دو برادر توسط یک ژوری مورد محاکمه قرار گرفتند که منجر به محکومیت هر دو شد و برادران منندز به حبس ابد بدون امکان درخواست بخشش محکوم شدند.

## پیش‌زمینه
خوزه انریکه منندز در ۶ مه ۱۹۴۴ در هاوانا، کوبا به دنیا آمد و در ۱۶ سالگی به دلیل انقلاب کوبا به ایالات متحده مهاجرت کرد. او در دانشگاه ایلینوی جنوبی تحصیل کرد و با مری لوئیز «کیتی» اندرسن ازدواج کرد. این زوج دو پسر به نام‌های جوزف لایل (متولد ۱۰ ژانویه ۱۹۶۸) و اریک گالن (متولد ۲۷ نوامبر ۱۹۷۰) داشتند. خانواده منندز در بورلی هیلز، کالیفرنیا ساکن بودند و خوزه به عنوان مدیر اجرایی در شرکت‌های بزرگ سرگرمی فعالیت می‌کرد.

## قتل والدین
در شب ۲۰ اوت ۱۹۸۹، جوزف لایل منندز (۲۱ ساله) و برادرش اریک گالن منندز (۱۸ ساله) وارد اتاق تلویزیون خانه مجلل‌شان در خیابان ال‌درایو بورلی هیلز شدند و پدر و مادر خود، خوزه و کیتی منندز، را با اسلحه ساچمه‌ای به قتل رساندند. آن‌ها ابتدا خوزه را با پنج گلوله به سینه و سر هدف قرار دادند و سپس کیتی را، که در حال فرار از اتاق بود، با ده گلوله مورد اصابت قرار دادند؛ گلوله‌هایی که چهره او را به شدت متلاشی کرد.
پس از وقوع قتل، برادران با ۹۱۱ تماس گرفتند و با حالتی آشفته گزارش دادند که «کسی پدر و مادرشان را کشته است». پلیس ابتدا فرض را بر این گذاشت که قتل‌ها کار افراد ناشناس یا در ارتباط با مافیا بوده، اما طی هفته‌های بعد، رفتارهای برادران، از جمله خریدهای گران‌قیمت، سفرهای لوکس و خرج‌کردن صدها هزار دلار از دارایی والدین، موجب شد که مورد ظن پلیس قرار گیرند.
در سال ۱۹۹۰، روان‌درمانی که اریک به او مراجعه کرده بود، اطلاعاتی حیاتی به پلیس داد. اریک در جلسات درمانی به قتل اعتراف کرده بود و نوار ضبط‌شده‌ای که در آن این اعتراف‌ها وجود داشت، به عنوان مدرک کلیدی علیه برادران مورد استفاده قرار گرفت، هرچند بعداً در دادگاه دربارهٔ مشروعیت قانونی این نوارها بحث شد.
این قتل نه تنها به دلیل خشونت بی‌رحمانه آن، بلکه به خاطر نقش عاملانش (دو پسر نوجوان از یک خانواده ثروتمند و مشهور) به شدت در رسانه‌ها بازتاب یافت و به یکی از جنجالی‌ترین پرونده‌های جنایی دهه ۹۰ تبدیل شد.

## محاکمه و محکومیت
محاکمه برادران منندز در دهه ۱۹۹۰ توجه گسترده رسانه‌ها را جلب کرد. آن‌ها ادعا کردند که به دلیل سال‌ها سوءاستفاده جنسی و جسمی از سوی پدرشان دست به قتل زده‌اند. با این حال، دادستانی انگیزه مالی را مطرح کرد. در نهایت، هر دو برادر در سال ۱۹۹۶ به دو فقره قتل درجه یک محکوم و به حبس ابد بدون امکان آزادی مشروط محکوم شدند.

## زندگی در زندان
پس از محکومیت، لایل و اریک در زندان‌های جداگانه‌ای نگهداری می‌شدند تا اینکه در سال ۲۰۱۸ به زندان ریچارد جی. دونوان در کالیفرنیا منتقل شدند و در آنجا با هم بودند. در طول دوران حبس، هر دو برادر ازدواج کرده و در برنامه‌های آموزشی و بازپروری شرکت کردند.

## تجدید محکومیت و احتمال آزادی مشروط
در مه ۲۰۲۵، قاضی مایکل جسیک حکم به تجدید محکومیت برادران منندز داد و آن‌ها را به ۵۰ سال تا حبس ابد با امکان آزادی مشروط محکوم کرد. این تصمیم پس از ارائه شواهد جدیدی از سوءاستفاده‌های جنسی توسط پدرشان و حمایت برخی مقامات قضایی اتخاذ شد. جلسه بررسی آزادی مشروط آن‌ها برای ۱۳ ژوئن ۲۰۲۵ برنامه‌ریزی شده است.

## در فرهنگ عامه
پرونده برادران منندز الهام‌بخش مستندها و سریال‌های متعددی بوده است. در سال ۲۰۲۴، نتفلیکس سریال «هیولاها: داستان لایل و اریک منندز» را پخش کرد که توجه عمومی را مجدداً به این پرونده جلب کرد.